# Rudolf Rothe

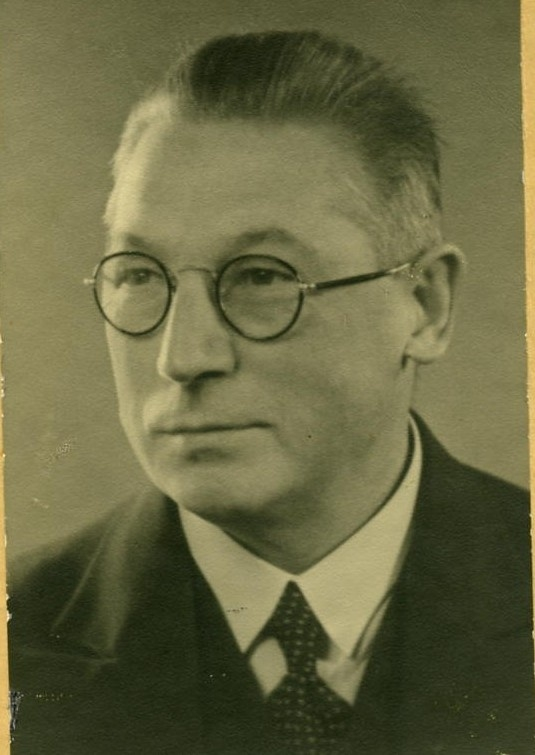
Rudolf Ernst Rothe

Rudolf Ernst Rothe (* 15. Oktober 1873 in Berlin; † 26. Oktober 1942 ebenda) war ein deutscher angewandter Mathematiker.

## Leben
Rothe besuchte das Sophien-Gymnasium in Berlin und studierte ab 1892 an der Friedrich-Wilhelms-Universität zu Berlin bei Hermann Amandus Schwarz, Johannes Knoblauch, Lazarus Immanuel Fuchs und Ferdinand Georg Frobenius, wo er 1897 bei Schwarz promoviert wurde (Untersuchungen über die Theorie der isothermen Flächen). 1905 habilitierte er sich an der Technischen Hochschule Berlin-Charlottenburg. Ab 1908 war er Professor an der Bergakademie Clausthal, ab 1914 an der TH Hannover, wo er das Institut für angewandte Mathematik gründete und ab 1915 an der TH Charlottenburg, wo er 1921 Rektor war. Nach der Emeritierung 1939 war er Ehrensenator der TU Berlin.
Er befasste sich mit Differentialgeometrie und Funktionentheorie. Im Ersten Weltkrieg forschte er über Ballistik und bestimmte auf zeichnerischem Weg die Flugbahn der Geschosse des Paris-Geschützes (mit dem 1918 Paris aus 120 km Entfernung beschossen wurde).
1926 wurde er zum Mitglied der Deutschen Akademie der Naturforscher Leopoldina gewählt.
1930 war er  Präsident der Deutschen Mathematiker-Vereinigung. 1916 bis 1918 und 1939 bis 1941 war er Vorsitzender der Berliner Mathematischen Gesellschaft, deren Gründungsmitglied er war.
Rothe vollendete nach dem Tod von Johannes Knoblauch die Herausgabe der Werke von Karl Weierstraß. Er war 1911 und 1913 mit Felix Auerbach Mitherausgeber des Taschenbuch für Mathematiker und Physiker (Teubner, zuerst 1909 allein von Auerbach herausgegeben).

## Schriften
- Darstellende Geometrie des Geländes, Mathematisch-Physikalische Bibliothek Bd. 35/36, Teubner 1919
- Höhere Mathematik für Mathematiker, Physiker und Ingenieure, Teil 1–6, Teubner, zuerst 1925 (Neuauflage in den 1960er Jahren durch Istvan Szabo)
- Funktionentheorie und ihre Anwendung in der Technik, Springer 1931 (englische Übersetzung MIT Press 1933, Dover 1961) Aufsätze von Rudolf Ernst Rothe
- Differentialgeometrie, De Gruyter 1937
- mathematischer Abschnitt des Ingenieurtaschenbuches "Hütte" mehrere Jahrgänge in den 1930er Jahren
- Untersuchungen über die Theorie der isothermen Flächen, Dissertation, Mayer und Müller, Berlin 1897
- Untersuchungen über die geodätische Abbildung zweier Flächen konstanten Krümmungsmaßes aufeinander, Journal für die reine und angewandte Mathematik, Band 132, 1907, S. 36
- Anwendungen der Vektoranalysis auf die Differentialgeometrie, Jahresbericht DMV, Band 21, 1912, S. 249
- Liste der mathematischen Aufsätze siehe Abbildung